# فيكتور همبرغر
فيكتور همبرغر (بالألمانية: Viktor Hamburger)‏ هو عالم ألماني في مجال علم الأجنة ولد في 9 يوليو 1900 في سيليزيا، اشتهر بعمله في عامل نمو الأعصاب حائز على جائزة قلادة العلوم الوطنية الأمريكية.

## وصلات خارجية
- الموقع الرسمي لجائزة قلادة العلوم الوطنية الأمريكية